# Holger Wigertz
Holger Wigertz, född 17 januari 1918 i Lerbäck, Närke, död 2006, var journalist, chefredaktör och lokalpolitiker för folkpartiet i Katrineholm.
Holger Wigertz var på 1960- och 1970-talet chefredaktör på liberala Katrineholms-Kuriren. Han var på 1970-talet omstridd eftersom han var en av få svenska debattörer som till fullo försvarade USA:s krig i Vietnam. Han var även kommunalpolitiskt aktiv för Folkpartiet, bl.a. som vice ordförande i Katrineholms kommunfullmäktige. I slutet av 1990-talet gick han över till ett lokalt sjukvårdsparti för att rädda Kullbergska sjukhuset i Katrineholm.
Holger Wigertz var under lång tid ordförande i Katrineholms Språk- och kulturklubb. Han ingick också i styrelsen för Katrineholms kammarmusikförening. När riksorganisationen Riksförbundet Sveriges Kammarmusikarrangörer (nu Kammarmusikförbundet RSK) bildades 1983 var Holger Wigertz förbundets förste ordförande 1983–1985.
Holger Wigertz efterträddes som chefredaktör för Katrineholms-Kuriren 1981 av Magnus Nordangård.